# Кущёвский район

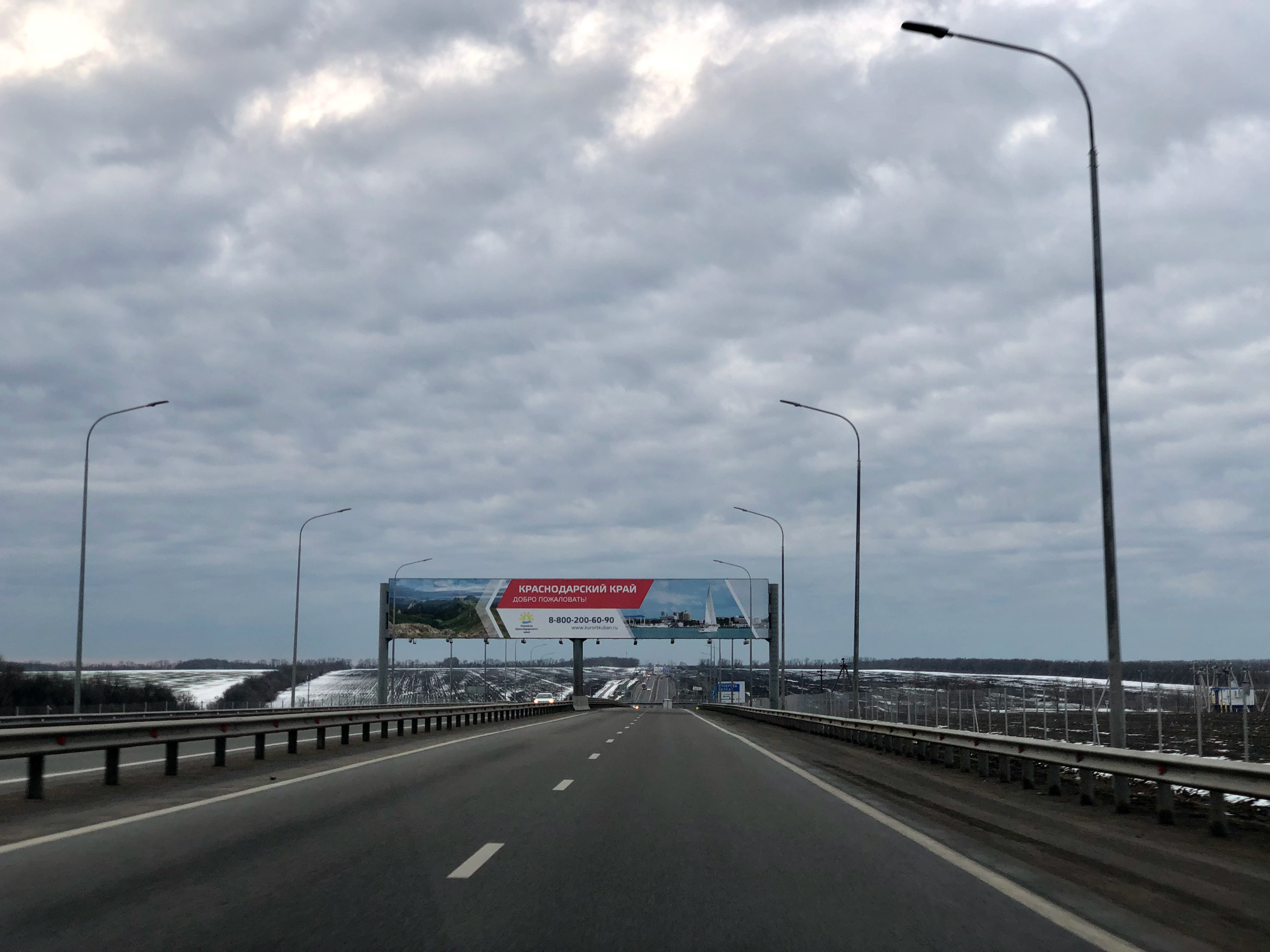
М4 граница с Ростовской областью

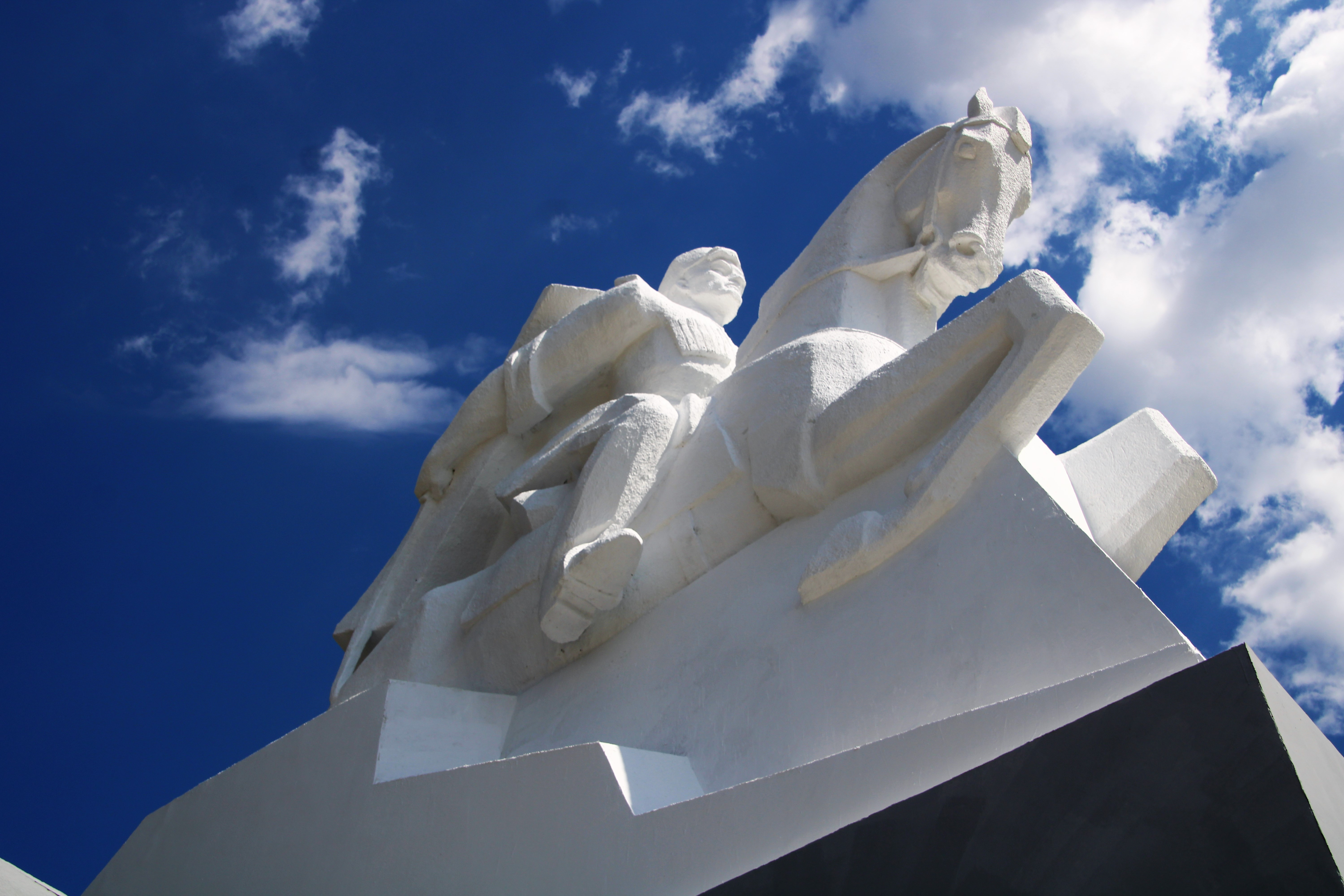
Памятник казакам-гвардейцам", Кущевский район

Кущёвский райо́н — административно-территориальная единица и муниципальное образование (муниципальный район) в составе Краснодарского края России. 
Административный центр — станица Кущёвская.

## География
Кущёвский район расположен в северной части Приазово-Кубанской равнины. На севере и востоке граничит с Ростовской областью, на западе со Староминским, на юге — с Ленинградским и Крыловским районами Краснодарского края.
По территории района протекают следующие реки: Ея, Куго-Ея, Мокрая Чубурка, Россошь, Сосыка, Эльбузд, Кавалерка.
Территория района — 237,2 тыс. га, из них сельхозугодий — 215,4 тыс. га.

## История
Район был образован 2 июня 1924 года в составе Донского округа Юго-Восточной области. В его состав вошла часть территории упраздненного Ейского отдела Кубано-Черноморской области. Первоначально район включал в себя 17 сельских советов: Алексеевский, Большекозинский, Глебовский, Гудково-Лимановский, Ивано-Слюсаревский, Ильинский, Ириновский, Кисляковский, Красносельский, Кугоейский, Кущевский, Михайловский, Новопашковский, Новосергиевский, Подкущевский, Полтавченский, Шкуринский.
С 16 ноября 1924 года район в составе Северо-Кавказского края, с 10 января 1934 года — в составе Азово-Черноморского края.
31 декабря 1934 года в результате разукрупнения часть территории района вошла во вновь образованные Крыловский район с центром в станице Екатериновская и Штейнгартовский район с центром в станице Шкуринская.
С 13 сентября 1937 года Кущёвский район в составе Краснодарского края.
22 августа 1953 года в состав района вошла часть территории упраздненного Штейнгартовского района.
1 февраля 1963 года был образован Кущевский сельский район.
В 1993 году была прекращена деятельность сельских Советов, территории сельских администраций преобразованы в сельские округа.
В 2005 году в муниципальном районе в границах сельских округов были образованы 12 сельских поселений.

## Население
| 1939    | 1959    | 1970    | 1979    | 1989    | 2002    | 2006    | 2010    | 2011    |
| ------- | ------- | ------- | ------- | ------- | ------- | ------- | ------- | ------- |
| 43 008  | ↗62 749 | ↗81 883 | ↘69 442 | ↘66 238 | ↗70 513 | ↘70 355 | ↘67 164 | ↘67 120 |
| 2012    | 2013    | 2014    | 2015    | 2016    | 2017    | 2018    | 2019    | 2020    |
| ↘66 498 | ↘66 170 | ↘66 004 | ↘65 905 | ↘65 815 | ↗65 836 | ↘65 827 | ↘65 810 | ↘65 620 |
| 2021    | 2023    | 2025    |         |         |         |         |         |         |
| ↘64 268 | ↘63 616 | ↘62 541 |         |         |         |         |         |         |

Население района на 01.01.2006 года составило 70 355 человек, все — сельские жители. Среди всего населения мужчины составляют — 46,5 %, женщины — 53,5 %. Женского населения фертильного возраста — 18 044 человека (47,9 % от общей численности женщин). Дети от 0 до 17 лет — 15 212 (21,6 % всего населения), взрослых — 55 143 человека (77,9 %). В общей численности населения: 41372 (58,8 %) — лица трудоспособного возраста, 22,7 % — пенсионеры.
Национальный состав
По итогам переписи населения 2020 года проживали следующие национальности (национальности менее 0,1 % и другое см. в сноске к строке «Другие»):
| Национальность | Численность, чел. | Доля     |
| -------------- | ----------------- | -------- |
| Русские        | 59 531            | 92,63 %  |
| Армяне         | 1710              | 2,66 %   |
| Турки          | 453               | 0,70 %   |
| Украинцы       | 289               | 0,45 %   |
| Татары         | 249               | 0,39 %   |
| Рутульцы       | 236               | 0,37 %   |
| Азербайджанцы  | 215               | 0,33 %   |
| Цыгане         | 162               | 0,25 %   |
| Грузины        | 116               | 0,18 %   |
| Табасараны     | 69                | 0,11 %   |
| Другие         | 1238              | 1,93 %   |
| Итого          | 64 268            | 100,00 % |

## Административно-муниципальное устройство
В рамках административно-территориального устройства края, Кущёвский район включает 12 сельских округов.
В рамках организации местного самоуправления в Кущёвский район входят 12 муниципальных образований нижнего уровня со статусом сельских поселений:
| №  | Муниципальное образование           | Административный центр | Количество населённых пунктов | Население (чел.) | Площадь (км²) |
| -- | ----------------------------------- | ---------------------- | ----------------------------- | ---------------- | ------------- |
| 1  | Глебовское сельское поселение       | хутор Глебовка         | 3                             | ↘1474            | 171,51        |
| 2  | Ильинское сельское поселение        | село Ильинское         | 3                             | ↘991             | 93,33         |
| 3  | Кисляковское сельское поселение     | станица Кисляковская   | 2                             | ↘4897            | 264,00        |
| 4  | Краснополянское сельское поселение  | хутор Красная Поляна   | 3                             | ↘786             | 101,73        |
| 5  | Красносельское сельское поселение   | село Красное           | 5                             | ↘4925            | 40,72         |
| 6  | Кущёвское сельское поселение        | станица Кущёвская      | 12                            | ↘32 785          | 465,06        |
| 7  | Новомихайловское сельское поселение | село Новомихайловское  | 4                             | ↘1414            | 98,39         |
| 8  | Первомайское сельское поселение     | посёлок Первомайский   | 8                             | ↘4454            | 288,80        |
| 9  | Полтавченское сельское поселение    | село Полтавченское     | 4                             | ↘913             | 129,40        |
| 10 | Раздольненское сельское поселение   | село Раздольное        | 10                            | ↘3141            | 216,70        |
| 11 | Среднечубуркское сельское поселение | хутор Средние Чубурки  | 11                            | ↘2774            | 273,10        |
| 12 | Шкуринское сельское поселение       | станица Шкуринская     | 9                             | ↘5062            | 229,42        |

Сельские округа территориально полностью совпадают с соответствующими сельскими поселениями, при этом Краснополянское сельское поселение соответствует Большекозинскому сельскому округу, Кущёвское сельское поселение соответствует Кущёвскому и Степнянскому сельским округам.

## Населённые пункты
В Кущёвском районе 74 населённых пункта:
| №  | Населённый пункт   | Тип     | Население | Муниципальное образование           |
| -- | ------------------ | ------- | --------- | ----------------------------------- |
| 1  | Александровка      | село    | ↘23       | Раздольненское сельское поселение   |
| 2  | Алексеевское       | село    | ↘354      | Раздольненское сельское поселение   |
| 3  | Благополучненский  | хутор   | ↘14       | Краснополянское сельское поселение  |
| 4  | Большая Лопатина   | хутор   | ↘428      | Кущёвское сельское поселение        |
| 5  | Братское           | село    | ↘76       | Глебовское сельское поселение       |
| 6  | Водяная Балка      | хутор   | ↘453      | Красносельское сельское поселение   |
| 7  | Водяная Балка      | хутор   | ↘214      | Раздольненское сельское поселение   |
| 8  | Водянский          | хутор   | ↘1        | Среднечубуркское сельское поселение |
| 9  | Воровского         | хутор   | ↘173      | Кущёвское сельское поселение        |
| 10 | Восточный          | хутор   | ↗175      | Кущёвское сельское поселение        |
| 11 | Глебовка           | хутор   | ↗1439     | Глебовское сельское поселение       |
| 12 | Гослесопитомник    | хутор   | ↘529      | Раздольненское сельское поселение   |
| 13 | Гудко-Лиманский    | хутор   | ↘33       | Шкуринское сельское поселение       |
| 14 | Заветы Ильича      | посёлок | ↘240      | Первомайское сельское поселение     |
| 15 | Заводской          | посёлок | ↘203      | Шкуринское сельское поселение       |
| 16 | Звёздочка          | хутор   | ↘75       | Красносельское сельское поселение   |
| 17 | Зелёная Роща       | хутор   | ↘259      | Раздольненское сельское поселение   |
| 18 | Знамя Коммунизма   | хутор   | ↗776      | Первомайское сельское поселение     |
| 19 | Ивано-Слюсаревское | село    | ↗510      | Раздольненское сельское поселение   |
| 20 | Ильинское          | село    | ↘1131     | Ильинское сельское поселение        |
| 21 | Исаевский          | хутор   | ↘166      | Среднечубуркское сельское поселение |
| 22 | Калининский        | хутор   | ↘83       | Краснополянское сельское поселение  |
| 23 | Картушина Балка    | хутор   | ↘63       | Кущёвское сельское поселение        |
| 24 | Кисляковка         | посёлок | ↘272      | Кисляковское сельское поселение     |
| 25 | Кисляковская       | станица | ↘4717     | Кисляковское сельское поселение     |
| 26 | Коммунар           | посёлок | ↘353      | Новомихайловское сельское поселение |
| 27 | Комсомольский      | посёлок | ↘906      | Первомайское сельское поселение     |
| 28 | Красная Заря       | посёлок | ↗472      | Первомайское сельское поселение     |
| 29 | Красная Поляна     | хутор   | ↘907      | Краснополянское сельское поселение  |
| 30 | Красная Слободка   | хутор   | ↘118      | Полтавченское сельское поселение    |
| 31 | Красное            | село    | ↗3569     | Красносельское сельское поселение   |
| 32 | Красное            | хутор   | ↗1490     | Красносельское сельское поселение   |
| 33 | Красный            | хутор   | ↘123      | Среднечубуркское сельское поселение |
| 34 | Красный            | хутор   | ↘77       | Шкуринское сельское поселение       |
| 35 | Крутоярский        | хутор   | ↘64       | Полтавченское сельское поселение    |
| 36 | Кубанец            | посёлок | ↘213      | Первомайское сельское поселение     |
| 37 | Кущёвская          | станица | ↗30 375   | Кущёвское сельское поселение        |
| 38 | Лопатина           | хутор   | ↗127      | Кущёвское сельское поселение        |
| 39 | Майский            | хутор   | ↘76       | Среднечубуркское сельское поселение |
| 40 | Мирный             | посёлок | ↘224      | Кущёвское сельское поселение        |
| 41 | Набережный         | посёлок | ↘10       | Шкуринское сельское поселение       |
| 42 | Нардегин           | хутор   | ↘254      | Шкуринское сельское поселение       |
| 43 | Нижнеглебовка      | хутор   | ↘105      | Глебовское сельское поселение       |
| 44 | Новобатайский      | хутор   | ↘43       | Ильинское сельское поселение        |
| 45 | Нововысоченский    | хутор   | ↘287      | Среднечубуркское сельское поселение |
| 46 | Новоивановское     | село    | ↘501      | Кущёвское сельское поселение        |
| 47 | Новомихайловское   | село    | ↘1163     | Новомихайловское сельское поселение |
| 48 | Новостепнянский    | хутор   | ↘9        | Среднечубуркское сельское поселение |
| 49 | Новый Урожай       | хутор   | ↘133      | Среднечубуркское сельское поселение |
| 50 | Объездная Балка    | хутор   | ↘230      | Раздольненское сельское поселение   |
| 51 | Октябрьский        | посёлок | ↘265      | Первомайское сельское поселение     |
| 52 | Осенний            | хутор   | ↘132      | Ильинское сельское поселение        |
| 53 | Первомайский       | посёлок | ↗1971     | Первомайское сельское поселение     |
| 54 | Первомайский       | хутор   | ↘141      | Шкуринское сельское поселение       |
| 55 | Пионер             | хутор   | ↘66       | Шкуринское сельское поселение       |
| 56 | Подшкуринский      | хутор   | ↘16       | Шкуринское сельское поселение       |
| 57 | Полтавский         | хутор   | ↘93       | Раздольненское сельское поселение   |
| 58 | Полтавченское      | село    | ↗898      | Полтавченское сельское поселение    |
| 59 | Пролетарский       | хутор   | ↘298      | Первомайское сельское поселение     |
| 60 | Раздольное         | село    | ↗1081     | Раздольненское сельское поселение   |
| 61 | Ровный             | посёлок | 185       | Глебовское сельское поселение       |
| 62 | Садовый            | посёлок | ↘332      | Кущёвское сельское поселение        |
| 63 | Северный           | посёлок | ↗321      | Кущёвское сельское поселение        |
| 64 | Семёновка          | хутор   | ↘176      | Раздольненское сельское поселение   |
| 65 | Серебрянка         | хутор   | ↘103      | Полтавченское сельское поселение    |
| 66 | Средние Чубурки    | хутор   | ↗2294     | Среднечубуркское сельское поселение |
| 67 | Степное            | село    | ↘501      | Кущёвское сельское поселение        |
| 68 | Таврическое        | село    | ↘28       | Среднечубуркское сельское поселение |
| 69 | Тауруп Второй      | хутор   | ↗153      | Среднечубуркское сельское поселение |
| 70 | Тауруп Первый      | хутор   | ↘206      | Среднечубуркское сельское поселение |
| 71 | Федорянка          | хутор   | ↘7        | Новомихайловское сельское поселение |
| 72 | Цукерова Балка     | хутор   | ↘567      | Красносельское сельское поселение   |
| 73 | Чекуновка          | хутор   | ↘11       | Новомихайловское сельское поселение |
| 74 | Шкуринская         | станица | ↘4382     | Шкуринское сельское поселение       |

## Экономика
На территории Кущёвского района осуществляют деятельность 1659 предприятий и организации всех форм собственности, в том числе 1105 малых предприятий и 2194 предпринимателя без образования юридического лица.
Численность занятых в экономике в 2008 году составила 31,4 тыс. человек и увеличилась к 2004 году на 3,0 тыс. человек за счет создания новых и развития действующих предприятий. Основная часть населения занята в сельском хозяйстве, в сфере продовольственного рынка, в обрабатывающей промышленности, в строительстве и в сфере малого бизнеса.